# Diana (avviso)
Il Diana è stato un avviso veloce della Regia Marina.

## Storia
Impostato nei cantieri di Fiume come panfilo di Benito Mussolini, allo scoppio della seconda guerra mondiale era ancora in costruzione e fu completato come avviso veloce.
Fu adibito a vari usi, tra cui principalmente missioni di trasporto veloce di truppe e materiali sulle rotte della Libia e dell'Egeo.
Poco dopo il completamento, l'avviso fu protagonista di due incidenti. Il 28 settembre 1940, infatti, la nave entrò in collisione nel porto di Messina con il sommergibile Onice, danneggiandolo. Il 1º novembre 1940, verso le nove del mattino, mentre manovrava nel porto di Fiume (verosimilmente durante le prove di collaudo), il Diana accidentalmente speronò il rimorchiatore Quarnero, affondandolo. 
Poco dopo la sua entrata in servizio il Diana fu inviato a Rodi con un carico di alcune centinaia di tonnellate di grano destinate a nutrire i locali reparti del Regio Esercito e la popolazione civile, a corto di viveri: l'unità fu festeggiata come salvatrice e violatrice di blocco ed il suo comandante fu insignito della Medaglia d'argento al valor militare da parte del governatore del Dodecaneso.
Per la sua linea piuttosto inusuale l'avviso fu talvolta scambiato da sommergibili italiani per un'unità nemica ed attaccato, fortunatamente senza risultato.
Il Diana fu impiegato come nave appoggio durante la fallita incursione della X Flottiglia MAS contro Malta. In tale occasione il Diana, modificato per trasportare barchini esplosivi tipo «MTM» ed altri motoscafi modificati, salpò da Augusta alle 18:15 del 25 luglio – al comando del capitano di corvetta Mario Di Muro –, con a bordo 9 barchini esplosivi «MTM» e un altro motoscafo modificato, tipo «MTSM», e rimorchiando un motoscafo da trasporto tipo «MTL» (destinato al trasporto di due siluri a lenta corsa). Uno degli SLC e due MTM avrebbero dovuto distruggere le ostruzioni, permettendo così ai rimanenti MTM ed all'altro SLC di penetrare nella rada della Valletta e di minare le navi lì ormeggiate. Insieme al Diana navigavano anche i MAS 451 e 452. Il Diana, come era previsto nei piani, si portò sino a un punto «C», a una ventina di miglia dalla Valletta, giungendovi alle 22.45; in un quarto d'ora mise a mare i barchini ed alle 23 invertì la rotta per portarsi al largo di Capo Passero, dove iniziò a stazionare in attesa dell'eventuale ritorno delle altre unità. L'attacco fu un totale fallimento: gli incursori furono rilevati dai radar e presi sotto un tiro incrociato mentre attaccavano; tutti i barchini e gli SLC andarono distrutti o catturati, così come l'MTL ed i due MAS, sorpresi e mitragliati da aerei britannici mentre si allontanavano. Tra gli incursori e gli equipaggi dei MAS e motoscafi d'appoggio, una cinquantina di uomini, solo undici riuscirono a scampare alla morte od alla cattura: s'imbarcarono sull'MTSM che raggiunse il Diana. Raccolti i pochi superstiti, l'avviso diresse per rientrare alla base.
Alle 11.25 del 29 giugno 1942, mentre era in navigazione alla volta di Tobruch con a bordo, oltre all'equipaggio, 4 ufficiali e 293 tra sottufficiali (in maggioranza) e marinai del Corpo Reali Equipaggi Marittimi (si trattava del personale del Comando Marina di cui era prevista la ricostituzione a Tobruk, città di recente riconquistata dalle forze dell'Asse) il Diana fu avvistato dal sommergibile britannico Thrasher, ad otto miglia di distanza, in posizione 33°21' N e 23°20' E. Alle 11.44 il Thrasher lanciò sei siluri da circa 550 metri di distanza: colpito da due o quattro siluri (il sommergibile inglese rivendicò infatti non meno di quattro armi a segno), il Diana s'inabissò rapidamente nel punto 33°30′N 23°30′E (75 miglia a nord del Golfo di Bomba, in Cirenaica), trascinando con sé i tre quarti degli uomini a bordo. Alcune motosiluranti di scorta, dopo aver infruttuosamente attaccato il Thrasher, prestarono i primi soccorsi.
Più tardi, tra il 29 ed il 30 giugno, giunse sul posto la nave ospedale Arno, che si occupò, seppure in condizioni di mare mosso, del recupero di tutti i superstiti: 119 uomini. Le perdite umane ammontarono a 336 tra morti e dispersi.